# Petite rivière aux Saumons
Petite rivière aux Saumons är ett vattendrag i Kanada.   Det ligger i provinsen Québec, i den östra delen av landet, 400 km nordost om huvudstaden Ottawa. Petite rivière aux Saumons ligger vid sjöarna  Lac du Cran och Lac Saint-Pierre.
I omgivningarna runt Petite rivière aux Saumons växer i huvudsak blandskog. Trakten runt Petite rivière aux Saumons är nära nog obefolkad, med mindre än två invånare per kvadratkilometer.